# آدرین رومل
آدرین رومل (فرانسوی: Adrien Rommel‎; ۴ اوت ۱۹۱۴ – ۲۱ ژوئن ۱۹۶۳) شمشیرباز اهل فرانسه بود.
وی در مسابقات کشوری و بین‌المللی در مجموع برندهٔ ۲ مدال طلا شده‌است.